# María Teresa Mora

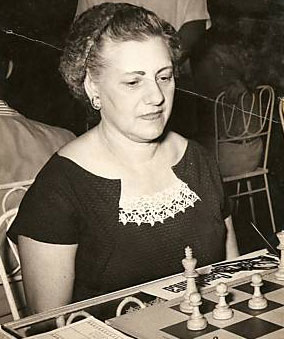
Maria Teresa Mora (etwa 1950)

María Teresa Mora Iturralde (* 15. Oktober 1902 in Kuba; † 3. Oktober 1980 in La Habana) war eine kubanische Schachspielerin.
Mit elf Jahren spielte sie ihr erstes Turnier im Schachklub von Havanna.
Sie war der einzige Mensch, der Schachunterricht von José Raúl Capablanca erhielt. Mora war darüber hinaus die erste und bislang einzige Frau, die 1922 die Kubanische Schachmeisterschaft gewinnen konnte. Den Titel der Kubanischen Frauen-Meisterin errang sie 22 Jahre lang in ununterbrochener Folge von 1938 bis 1960. 
Sie war zweimal Teilnehmerin an Herausforderer-Turnieren der Schachweltmeisterin. Sie belegte den 7./8. Platz 1939 in Buenos Aires (Siegerin Vera Menchik), und den 10./11. 1949/50 in Moskau (Siegerin Ljudmila Wladimirowna Rudenko). Ihre letzte Partie spielte sie 1962 im Fernschach per Telefon gegen die Kolumbianerin Anita de Sánchez. 
Mora wurde 1950 zum Internationaler Frauen-Meister (WIM) ernannt und gehörte damit zu den ersten 17 Spielerinnen, denen dieser Titel verliehen wurde.